# Scandale de Kids for cash

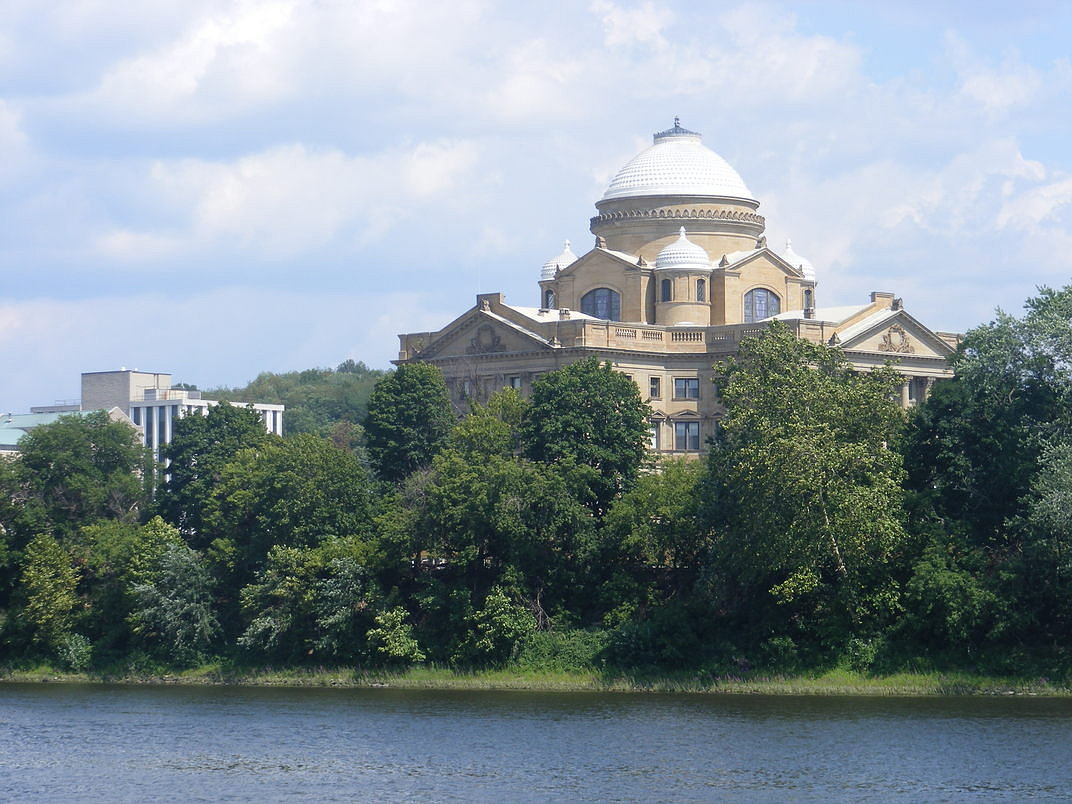
Palais de justice du comté de Luzerne à Wilkes-Barre, Pennsylvanie

Le scandale de Kids for cash est une affaire de corruption judiciaire qui se déroula entre 2003 et 2006 dans le comté de Luzerne en Pennsylvanie aux États-Unis. Elle impliqua deux juges du comté, Mark Ciavarella (en) (né le 3 mars 1950) et Michael Conahan (en) (né le 21 avril 1952), accusés d'avoir perçus au total plus de 2,67 millions de dollars (soit environ 2 millions d'euros) de pots-de-vin sous forme de rétrocommissions de la part de sociétés privées d'exploitation de centres de détention pour mineurs afin qu'ils condamnent plus de 2 000 adolescents à exécuter des peines dans leurs établissements. Lors de la fin de son mandat, Joe Biden fait exploser un scandale en comuant la peine de prison de Michael Cnahan.

## Contexte
En décembre 2002, les deux juges demandent et obtiennent la fermeture du centre de détention juvénile de leur comté, au motif qu'il était trop vétuste. Dès l'année suivante, les jeunes délinquants qui comparaissent devant les deux magistrats sont envoyés dans des centres de détention privés, PA Childcare ou Western PA Childcare, qui perçoivent en échange des fonds de la part du comté de Luzerne pour couvrir les frais d'incarcération. En contrepartie, Ciavarella et Conahan reçoivent de ces centres de l'argent qu'ils ont placés dans une société, en Floride.
Entre 2003 et 2006, 5 000 jeunes de 13 à 18 ans seront jugés coupables par ces deux juges qui feront rarement preuve de clémence, puisque 2 000 d'entre eux seront incarcérés, souvent pour des délits mineurs. Ainsi, un garçon accusé du vol d'un flacon de noix de muscade d'une valeur de 4 $ se verra ainsi écoper de neuf mois de prison. Un autre de trois mois pour avoir volé de la monnaie dans une voiture. Un adolescent qui s'était introduit dans une usine désaffectée a été envoyé plusieurs week-ends en camp de redressement. Hillary Transue, créatrice d'une fausse page sur Myspace, se moquant du principal de son collège a subi la même sévérité et été condamnée à trois mois de détention.
Issus souvent de familles défavorisées et peu instruites, vivant dans cette ancienne région minière pauvre à majorité blanche, beaucoup d'entre eux étaient considérés comme des cibles faciles. Ils comparaissaient souvent sans même l'assistance d'un avocat puisqu'on les incitait à renoncer à ce droit, et lorsque les adolescents en réclamaient un, les deux juges le leur refusaient, prétextant que le délai d'attente pour obtenir un avocat commis d'office pouvait prendre des semaines.
Le Juvenile Law Center, une organisation de défense des jeunes justiciables finira par déposer plainte devant la justice en février 2009, tandis que d'autres familles ont porté plainte séparément. En tout, 70 enfants et leurs familles ont porté plainte.
Le 9 septembre 2009, Ciavarella et Conahan accusés de conspiration pour fraude contre les États-Unis (ils ont notamment reconnu ne pas avoir déclaré à l'administration fiscale les sommes qu'ils avaient perçues), comparaissaient devant le grand jury fédéral de Harrisburg, qui a rendu un acte d'accusation comptant 48 chefs d'inculpation comme : racket, fraude, blanchiment d'argent, extorsion, corruption et les violations de l'impôt fédéral. Les deux accusés ont reconnu devant ce tribunal fédéral de Pennsylvanie avoir « conclu un accord pour garantir la fourniture de jeunes délinquants » auprès des deux sociétés privées d'exploitation de prisons. Dans un premier temps le juge Conahan plaida coupable sur l'ensemble des accusations portées contre lui, tandis le juge Ciavarella ne s'avoua coupable que d'avoir reçu une ristourne lors de la construction d'une prison, et contesta les accusations d'avoir condamné des enfants pour de l'argent.
Après plusieurs années de procès les sentences ont été rendues :
- le 23 septembre 2011, Michael Conahan a été condamné à 17 ans et demi de prison qu'il purge au complexe correctionnel fédéral (en) de Colemann en Floride ;
- en avril 2013, Mark Ciavarella a été condamné à 28 ans de prison qu'il purge à l'Institution correctionnelle fédérale (en) de Pekin dans l'Illinois. En outre, il a été condamné à payer 1,2 million de dollars en dédommagement aux personnes lésées. Il sera libérable le 30 décembre 2035 ;
- Robert J. Powell, l'un des copropriétaires de PA Child Care juvenile detention centers qui avait plaidé coupable, a purgé 18 mois en prison qui se sont achevés le 16 avril 2013 ;
- Robert K. Mericle, constructeur et copropriétaire de centres de détention, homme d'affaires richissime impliqué dans une autre affaire de corruption dans laquelle fut mêlé également l'ex-sénateur de Pennylvanie Raphael Musto (en), a préféré éviter le procès en acceptant de régler à l'amiable 12,2 millions de dollars de dédommagement à 1 066 mineurs incarcérés et à 548 de leurs parents.

### Libération d'un des juges corrompu par Joe Biden à la fin de son mandat
En décembre 2024, le président des États-Unis d'Amérique, Joe Biden commue la peine de Michael T. Conahan, lors des dernières semaines de son mandat présidentiel,,.